# Parc Carmen de los Mártires
Le Parc Carmen de los Mártires est situé dans la ville andalouse de Grenade, en Espagne.

## Situation géographique
Le parc est localisé à proximité de la forteresse de l'Alhambra, mais n'appartient pas aux jardins de celle-ci.

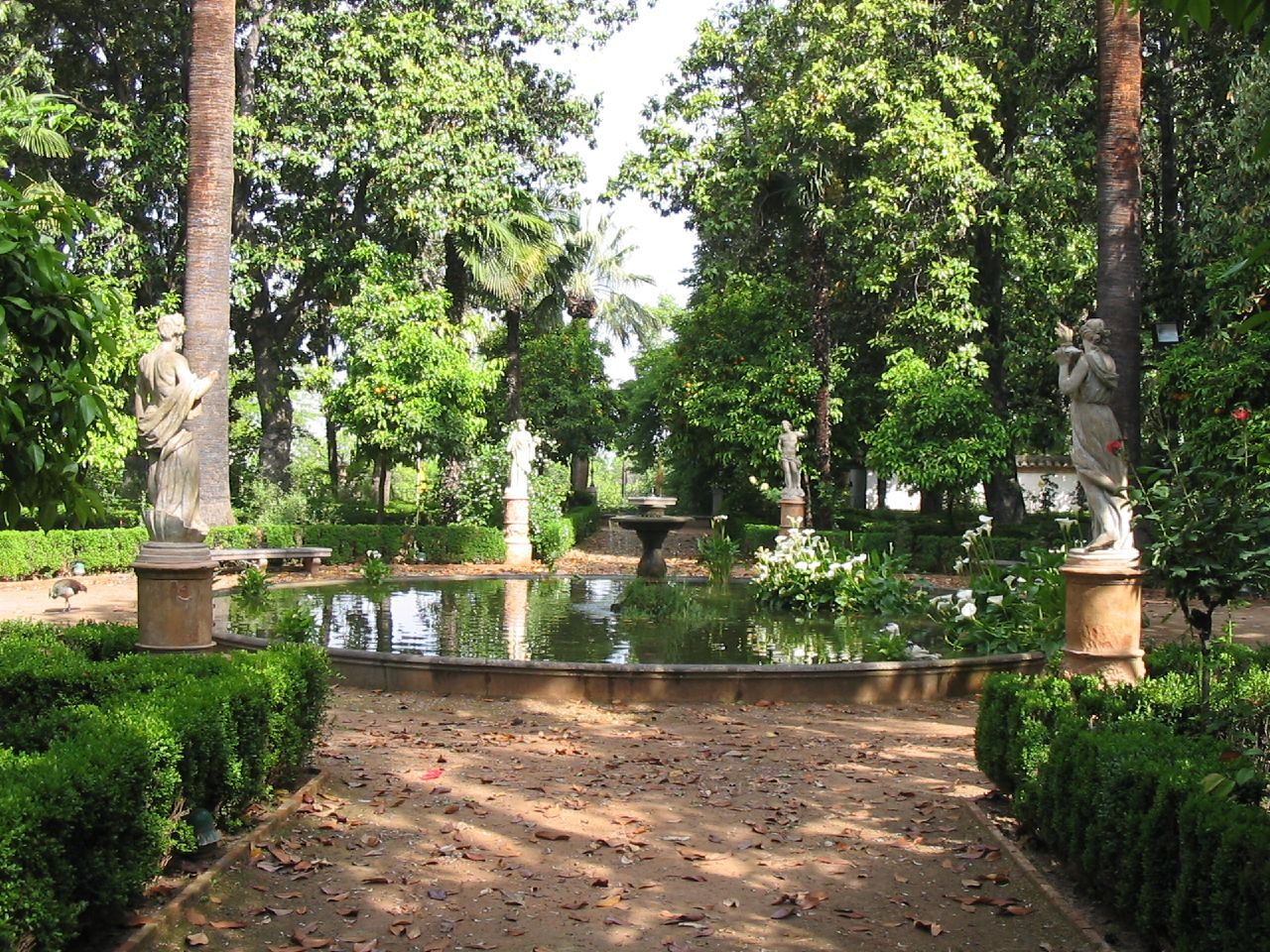
Vue du parc en 2006

## Description
Le parc s'étend sur plusieurs centaines d'hectares. Le promeneur dispose de chemins entretenus, menant pour certains à des bassins d'eau douce ou à des points de vue sur les collines du Sacromonte pour d'autres.

## Informations pratiques
Le parc est ouvert dès le matin jusqu'en fin d'après midi. Il y a deux accès possibles : soit en grimpant tout en haut du quartier du Realejo (passage devant l'Alhambra Palace), soit en empruntant le passage du domaine public de l'Alhambra.